# Perilampus hyalinus
Perilampus hyalinus är en stekelart som beskrevs av Thomas Say 1829. Perilampus hyalinus ingår i släktet Perilampus och familjen gropglanssteklar. Inga underarter finns listade i Catalogue of Life.